# Вознесенське (Поріцький район)
Вознесе́нське (рос. Вознесенское, чув. Вознесенски) — присілок у складі Поріцького району Чувашії, Росія. Входить до складу Семеновського сільського поселення.
Населення — 157 осіб (2010; 183 у 2002).
Національний склад:
- росіяни — 89 %